# Макаренко, Алексей Алексеевич
Алексе́й Алексе́евич Мака́ренко (24.07 (5.08) 1860—1942?) — русский фольклорист, этнограф, сибиревед, журналист, корреспондент, а позднее сотрудник Этнографического отдела Русского музея императора Александра III (1902 - 1942 гг). Внёс значительный вклад в формирование коллекций, в том числе по этнографии русских и народов Сибири (2500 экспонатов).

## Биография
Алексей Алексеевич Макаренко родился в семье полкового чиновника в Харькове. С детства зарабатывал на жизнь, работая нянькой в чужих семьях, мальчиком в трактире, учеником в кузнице. При поддержке сестры ему удалось в 1881 году окончить Харьковское реальное училище. Вёл пропаганду среди крестьян Тамбовской и Полтавской губерний, будучи членом народнического кружка, но избегал наказания до 1885 года, когда его за хранение запрещённых материалов арестовали и приговорили к административной высылке в Восточную Сибирь. В 1886 г. Макаренко определили на поселение в с. Ужурское Ачинского округа Енисейской губернии. Здесь произошло первое знакомство Макаренко с культурой местных народов. После освобождения в 1899 году Макаренко едет в Санкт-Петербург, где при поддержке учёного Д. А. Клеменца, также отбывавшего сибирскую ссылку в 1880-е годы, устраивается на работу в этнографический отдел Русского музея. В составе этнографических экспедиций музея в 1904, 1906, 1913 и 1923 гг. он ездил в Сибирь и регионы Дальнего Востока. Тематика его трудов достаточно широка и включает вопросы хозяйства, быта, верований, обрядов, фольклора. 
«… Имею честь довести до сведения Совета музея, что, исполняя поручение Этнографического отдела… я приобрёл для него 700 крупных и мелких экспонатов,… в том числе „досельные“, то есть старинные одежды и украшения русской народности, головные уборы, деревянную посуду, устанавливающие тесную связь в прошлом Енисейской губернии с северными губерниями Европейской России…» А. А. Макаренко
Самая крупная работа Макаренко «Сибирский народный календарь Енисейской губернии» (1913) была трижды премирована: Русским географическим обществом, Академией наук и Томским университетом.
После Октябрьской революции Макаренко состоял членом Комиссии по изучению племенного состава России, созданной при Академии наук, в 1927—1928 гг. избирался депутатом Ленсовета. А. А. Макаренко до конца вёл научную работу в Государственном музее этнографии в Ленинграде.

## Экспедиция к эвенкам Подкаменной Тунгуски
В 1907—1908 годах при поддержке императорского Русского Географического Общества этнограф А. А. Макаренко предпринял экспедиции по реке Подкаменной Тунгуске (Катанге) с целью сбора материалов о расселении, образе жизни, шаманстве, обычаях эвенков и приобретения коллекций для Этнографического отдела Русского музея императора Александра III в Санкт-Петербурге. В 1907 году А. А. Макаренко проехал гужевым транспортом из Красноярска через Кежму в Панолик, затем на лодке проплыл от Панолика до устья Подкаменной Тунгуски, откуда по Енисею вернулся в Красноярск. Маршрут экспедиции 1908 года отличался от маршрута экспедиции 1907 года лишь "чунским заездом " — подъёмом вместе с тунгусами вверх по реке Чуне. Трудности и неудачи экспедиции 1908 года были связаны с охватившей регион эпидемией оспы. Опасаясь инфекции, эвенки избегали контактов с русскими и отказывались сопровождать А. А. Макаренко к своим таёжным стойбищам.
Собранные им этнографические материалы насчитывают около 800 экспонатов. Наиболее ценными из его собрания являются: полный комплекс шаманского чума, обрядовая охотничья одежда сымских эвенков, орудия охоты, принадлежности кузнечества, детские игрушки эвенков-орочонов Забайкалья.
А. А. Макаренко привлекал к сбору коллекций местных жителей, успешно направлял их собирательскую деятельность. Так крестьянин-сибиряк П. Т. Воронов в течение нескольких лет собрал для музея коллекцию, характеризующую практически все стороны культуры эвенков Средней и Нижней Тунгуски. Собранные местным инженером Е. В. Близняком по поручению А. А. Макаренко включают уникальную берестяную лодку и атрибуты шаманского культа.

## Экспедиция в Забайкалье
В 1923 году благодаря средствам, отпущенным Главнаукой, состоялась первая крупная экспедиция в Забайкалье и Иркутскую область под руководством С. И. Руденко. Участниками экспедиции были также сотрудники музея А. А. Макаренко и А. П. Баранников. Им удалось приобрести большую коллекцию по культуре бурят, характеризующую различные стороны культуры этого народа: охоту, скотоводство, рыболовство, земледелие, одежду, домашние промыслы, жилище, украшения, детское воспитание и верования.

## Избранные труды
- «Новогодняя ворожба по деревням Енисейской губернии» (1900)
- «Промысел красной рыбы на р. Ангаре» (1902).
- «Сибирские песенные старины» (1907)
- «Канун по сибирском селениям (Восточная Сибирь. Енисейская губерния)» (1908).
- «Сибирский народный календарь в этнографическом отношении. Восточная Сибирь. Енисейская губерния» (1913).